# María Villalón
María Villalón Sánchez (Ronda, Málaga; 1 de abril de 1989) es una cantante y compositora española. Saltó a la fama tras ser la ganadora de la primera edición del programa de talentos Factor X en España, en 2007. Más conocida por ser la intérprete de «La lluvia». En 2015 lanza la novela El insólito viaje de una gota de lluvia y en 2016 se aventura a escribir un libro sobre una de sus grandes aficiones, la gastronomía, titulado Dando la lata...¡de atún!. En 2019 se vuelve a proclamar ganadora de otro talent-show, Tu cara me suena en su séptima temporada, con una gran aceptación del público y, sobre todo, de sus compañeros en el programa.

## Biografía
María nació en Ronda, provincia de Málaga, lugar que la ha visto crecer cantando desde los tres años, efectuando grabaciones semiprofesionales, presentándose a concursos, como por ejemplo Bienvenidos de Canal Sur u Operación Triunfo (clasificada entre las 90 primeras posiciones), ambos en 2006. Es licenciada en Filología Hispánica en la Universidad Complutense de Madrid. De pequeña estudió en el colegio Miguel De Cervantes en Ronda. María no solo cantaba, también tocaba un instrumento, el violonchelo. Estudió violonchelo en el conservatorio hasta los 17 años. Cursó sus estudios de secundaria y bachillerato en el Instituto de Enseñanza Secundaria Martín Rivero en Ronda (Málaga).
Con catorce años sacó su primer disco, Entre sueños, y a los dieciséis, el segundo, Rompe. Ambos discos fueron vendidos por la propia María por casas, bares y tiendas para recuperar el dinero invertido. También financió un disco con un mecanismo de aportaciones de los fanes.
Colaboró con la web La Noticia Imparcial, donde escribía artículos sobre nuevas tecnologías. 

### 2007:Factor X
María llegó a la fama tras presentarse y ganar el concurso (reality-show musical) Factor X de la cadena de televisión Cuatro en el año 2007. Fue la primera ganadora de este programa en España, el cual se retomó en 2018 teniendo al joven cantante Pol Granch como ganador.
Se presentó a los cástines de Sevilla, cantando un fragmento de la canción «Canção do mar», de Dulce Pontes, y «Nana para un rey», de Pasión Vega, consiguiendo así el voto unánime de Jorge Flo, Eva Perales y Miki Puig. Tras la ronda final de los cástines se convertiría en una de los miembros del grupo de Flo, un padrino que quedó prendado del talento de la chica desde el primer instante. Tanto es así que no dudó en asegurar que si no ganaba el concurso, él mismo se encargaría de producirle el disco.
En la gala final, se proclamó ganadora del concurso frente a Angy Fernández, interpretando de nuevo «Canção do mar» y «María se bebe las calles» (Pasión Vega), actuación que obtendría los mayores elogios del jurado al completo, y la admiración absoluta de un público entregado por completo a María, que en ese momento tenía 18 años.

### 2008:Te espero aquí
Te espero aquí es su álbum debut en un ámbito ya realmente profesional. A pesar de haber grabado anteriormente dos discos con pequeñas compañías andaluzas, nunca fueron publicados a nivel nacional o, simplemente, nunca vieron la luz, siendo este su primer disco en solitario. El disco fue publicado por la compañía Sony BMG en España el 13 de noviembre de 2007. El primer y único sencillo del álbum fue el tema «Agüita de abril».

### 2009-2010:Los tejados donde fuimos más que amigos
Los tejados donde fuimos más que amigos se puso a la venta el 15 de septiembre de 2009. Con este segundo trabajo, María se alejó del estilo de Te espero aquí, donde versionaba clásicos de la canción española, para acercarse a sonidos cercanos al pop, como bien queda demostrado en su primer sencillo «La lluvia». Gracias a esta canción, María logró entrar por primera vez en la lista de Los 40 Principales y colocarse entre las 50 canciones más vendidas de España en el mes de febrero de 2010. Logró entrar en su primera semana al puesto 89 de la lista de los cien álbumes más vendidos en España. El segundo sencillo, «Cosas que no sé de ti», se estrenó en abril de 2010. Este último se trata de la versión en castellano de la canción «Gli ostacoli del cuore», de Luciano Ligabue y Elisa Toffoli, no incluida en el álbum y grabada especialmente para lanzarla como sencillo. En 2010, la cantante también lanzó como sencillo «Quiero que estés aquí», canción perteneciente a la banda sonora de la serie Arrayán, emitida por Canal Sur Televisión.
El 23 de agosto de 2011 anunció la finalización de su contrato con Sony BMG, discográfica con la cual había permanecido los últimos cuatro años.

### 2012:Historias de una cantonta

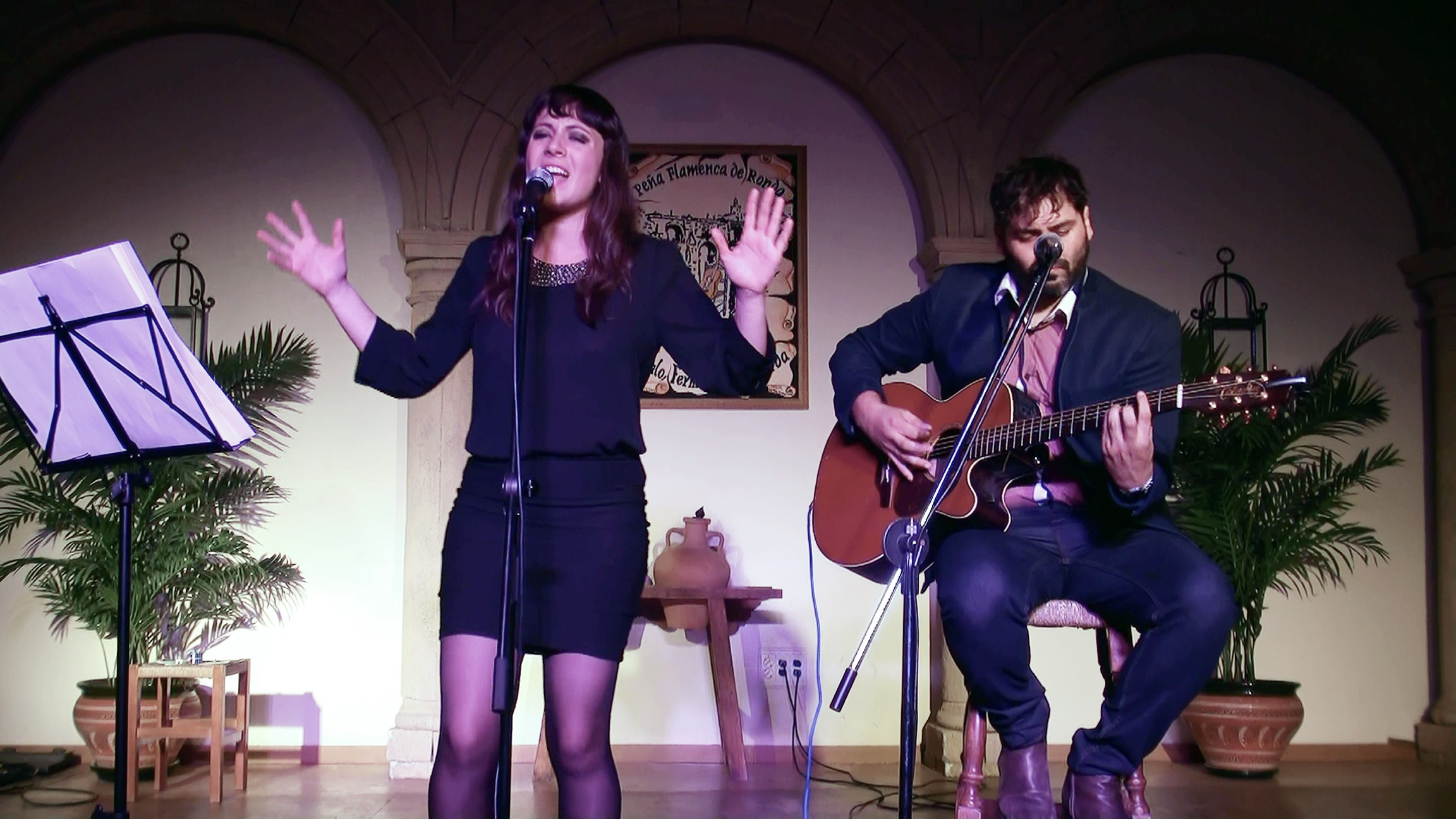
Villalón durante el 73 Congreso Español de Esperanto en 2014

María ha conseguido sacar adelante este nuevo EP gracias al proyecto de micromecenazgo llevado a cabo durante el mes de julio, recaudando un total de 15 000 euros.
El 19 de noviembre de 2012, publica su nuevo trabajo discográfico. Este es un EP compuesto de seis canciones cuyos títulos son: «Una triste más», «Tu coche azul eléctrico», «La ciudad de las bicicletas», «Dieta para dos», «Canción de odio» y «5 cm». Además, para los que colaboraron en este proyecto con 35 € o más, se incluyen otros títulos, entre los cuales se encuentran «Kansas city» o «Dormida».
El primer sencillo de este EP es «La ciudad de las bicicletas», que a través de una melodiosa música trata de llevarnos a ese lugar en el que en un pasado hemos sido muy felices. Las nuevas canciones son todas inéditas y han sido compuestas por la propia María y profesionales de la música.
Como segundo sencillo, la artista ha decidido apostar por una versión de la canción "Todo arde" (del grupo canario La vieja morla) el sencillo se estrenó el 21 de junio de 2013 y el videoclip el 3 de julio de 2013.
Gracias a su amistad con el promotor musical Roberto Mantovani cantó el tema «Mudar» junto al italiano Lorenzo Piani y participará en la fiesta de cumpleaños del artista Shalpy - en el histórico "Piper Club" de Roma - cantando junto al artista los temas «Come to me» y «Pregherei». De esta última canción hizo posteriormente una grabación y un videoclip en julio de 2018.

### 2015:El insólito viaje de una gota de lluvia
El proyecto más personal de María Villalón. La cantante publica su primera novela juvenil con su nuevo trabajo discográfico que funciona como banda sonora del texto, ambos bajo el título de El insólito viaje de una gota de lluvia.
Durante esa etapa, la canción Todo arde apareció en el booktráiler de El fuego en el que ardo, la conocida novela del autor español Mike Lightwood, cuyo título parte de un verso de la canción. Además, la cantante contribuyó al libro con una frase en la contraportada, y también presentó la novela en Madrid con el autor y cantó en directo la canción.

### 2018-2019:Tu cara me suena 7
En julio de 2018, se anuncia la participación de María Villalón en la séptima edición de Tu cara me suena, siendo su regreso a la televisión tras varios años ausente. El viernes 8 de febrero de 2019, tras algo más de cuatro meses en el concurso, María se convierte en la ganadora con un 35% de los votos.
Durante la última gala anunció que en los próximos meses iba a trabajar junto con su compañero del programa Manu Sánchez y su productora 16 escalones en un espectáculo llamado Desde Ayamonte hasta Fado recorriendo el territorio nacional. Posteriormente grabó un videoclip de un tema inédito llamado Luis Miguel por ti.

### 2019-actualidad:Tierra de talento, otras colaboraciones con 16 escalones yTratado de Paz
Durante los últimos meses de 2019 colaboró con Manu Sánchez en el programa La cámara de los balones y durante los meses de febrero y marzo de 2020 sustituyó a Patricia Guerrero en varias emisiones del programa Zafarrancho Vilima, ambos de Radio Sevilla de la Cadena SER. También ha copresentado junto a Manu el talent-show de Canal Sur llamado Tierra de talento, ocupándose de recibir a los artistas en el backstage. El 13 de julio de 2024 terminó la octava temporada, la última en la que ha participado.
En mayo de 2021 ha grabado junto al guitarrista Manu Jurado una serie de tres canciones basadas en poemas de Federico García Lorca para conmemorar el día del nacimiento del poeta granadino el 5 de junio de 1898. Se puede acceder a ellas en el canal de videos YouTube con el título de Lorca por ti.
El 1 de abril de 2022, coincidiendo con su 33 cumpleaños, María publicó nuevas canciones en un EP titulado Tratado de Paz que contiene 4 temas que también ha grabado junto al guitarrista Manu Jurado.

## Discografía

### Antes de Factor X
- 2003: Entre sueños
- 2005: Rompe

### Álbumes de estudio real
- 2007: Te espero aquí
- 2009: Los tejados donde fuimos más que amigos
- 2012: Historias de una cantonta
- 2015: El insólito viaje de una gota de lluvia

### EPs
- 2022: Tratado de Paz

### Sencillos
- «Agüita de abril» (2007)
- «La lluvia» (2009)
- «Cosas que no sé de ti» (2010)
- «Quiero que estés aquí», sintonía de la serie andaluza Arrayán (2010)
- «Sin hablar» (2011, maqueta)
- «La ciudad de las bicicletas» (2012).
- «Todo arde» (2013)
- «Dieta para dos» (2014).
- «Descalza» (2014) - Adelanto de su primera novela con banda sonora El insólito viaje de una gota de lluvia (2015)
- «Ni tú ni yo» (2015)
- «Mágico y absurdo» (2016)
- «Dirige al viento» (2016), propuesta para Eurovisión 2017.
- «La batalla» (2018)
- «La silueta de un adiós» (2022) - Adelanto de su EP Tratado de Paz
- «Despierta, corazón» (2022), junto con Ainoa Buitrago
- «Romance de la luna, luna» (2023), junto con Tatiana Delalvz
- «Veneno lento» (2024)
- «Fuego/Hielo» (2024)
- «La lluvia» (Versión 15º Aniversario) (2024)

### Colaboraciones con otros artistas
- «Hoy he escrito una canción», junto a Iguana Tango; álbum En vivo... y coleando (2008)
- «Entre tinieblas», junto a Tako; CD + DVD Takorce (2009)
- «Esa es la vida», junto a Juan Peña; álbum Esa es la vida (2009)
- «Nana para un rey», colaboración con el proyecto Supernanas (2009)
- «Tú», junto a Cruz (sencillo); álbum Ciencias naturales (2010)
- «Todo arde», junto a La vieja morla (sencillo); álbum Once días (2010)
- «Bajo la luna», junto a Jhades, el Ángel (sencillo); álbum El ciclo Alfa (2011)
- «Odisea», junto a De Loop; álbum Lejos: Edición Especial (2011)
- «La calle de los barros», junto a Versilia (banda); álbum Mecánica celeste (2012)
- «Perdóname por olvidarte», junto a Iván Gardesa; álbum Todo por ti (2012)
- «Hasta las doce», junto a Despistaos; CD + DVD Los días contados (2012)
- «No dudaría» y «Supertecnomegamix», junto a Artistas del gremio; álbum Artistas del gremio & The musicolocos dream team (2012)
- «Tarde de invierno», junto a Supernadie; álbum El mundo está loco (2012)
- «En mi diario», junto a Betty y la cuarta pared; álbum Descalza (2012)
- «A 1 cm», junto a Kike Ruíz; álbum En solitario (2012)
- «Quisiera», junto a Alejandro Gómez; álbum Andalucía Flamenco Chill, Vol. 1 (2012)
- «Maldita sea», junto a El rincón de los sueños (2013)
- «Con locura», junto a Kejío (2013)
- «Por las calles de Madrid», junto a Dani Ramírez; álbum El lugar donde nacen los sueños (2013)
- «Quédate conmigo», junto a ADN (antes, Aurora del Norte); álbum Nada que perder (2013)
- «Volverás», junto a Ismael Moya; álbum Susurros (2013)
- «Mudar», junto a Lorenzo Piani; álbum 10Ten (2013)
- «Ella», junto a Julieta21; álbum Equilibrio (2013)
- «La pluvo», versión en esperanto (trad. de Svena Dun) de "La lluvia", en ocasión del 73.er Congreso Español de Esperanto y 18º Andaluz (2014)
- «La de la mala suerte», junto a Jaime Sancho, versión del tema de Jesse & Joy (2016)
- «Estar a tu lado», junto a Vidas Paralelas (2017)
- «Sin ti», junto a Fran Triguero (2017)
- «Vivir la vida junto a ti», junto a Fabio Greca (2017)
- «Rezaría (Pregherei)», junto a Shalpy (2018)
- «Siempre tú mi nuevo amor», junto a Juan Carlos Mata (2018)
- «Kintsukuroi», junto a Curro Ayllón; álbum Kintsukuroi (2020)
- «Tiempo», junto a Carlos Bueso; álbum Ulises (2020)
- «Lela», junto a Enrique Ramil (2021)
- «No te enfades conmigo», junto a Toba Gutiérrez; álbum La calle de mi pensamiento (2021)
- «El tiempo se nos va», junto a Juan Tabú (2022)
- «Sargento de hierro», junto a Enrique Ramil (2023)
- «A poco», junto a Álvaro Díaz (2024)

## Radio
- Colaboradora en Interactiva, de Happy Fm (2012)
- Colaboradora en Gente Happy, de Happy Fm (2013)
- Colaboradora en Ponte a Prueba, de Europa FM - Sección "Leyenda o realidad" (2013-14)
- Colaboradora en La Cámara de los Balones de Radio Sevilla de la Cadena SER (2019)
- Colaboradora en Zafarrancho Vilima de Radio Sevilla de la Cadena SER (2020)

## Televisión

### Concursos de televisión
| Año       | Programa                       | Canal    | Función     | Resultado | Notas           |
| --------- | ------------------------------ | -------- | ----------- | --------- | --------------- |
| 2007      | Factor X                       | Cuatro   | Concursante | Ganadora  | Primera edición |
| 2018-2019 | Tu cara me suena               | Antena 3 | Concursante | Ganadora  | Séptima edición |
| 2019      | La mejor canción jamás cantada | La 1     | Concursante | Segunda   | Gala 2; Gala 4  |

### Programas de televisión
| Año       | Programa          | Canal     | Función        |
| --------- | ----------------- | --------- | -------------- |
| 2019-2024 | Tierra de talento | Canal Sur | Copresentadora |
| 2020-2021 | Tierra de 2021    | Canal Sur | Copresentadora |
| 2021      | 28F de Talento    | Canal Sur | Copresentadora |
| 2021-2022 | Tierra de 2022    | Canal Sur | Copresentadora |

#### Como invitada
| Año       | Programa                             | Canal                 | Función               |
| --------- | ------------------------------------ | --------------------- | --------------------- |
| 2007      | Channel nº4                          | Cuatro                | Entrevistada          |
| 2007      | Supermodelo                          | Cuatro                | Invitada              |
| 2018      | La ruleta de la suerte               | Antena 3              | Concursante invitada  |
| 2018      | Ahora caigo                          | Antena 3              | Concursante invitada  |
| 2018-2019 | Zapeando                             | La Sexta              | Invitada              |
| 2019      | Masterchef Celebrity                 | La 1                  | Invitada              |
| 2019      | Feliz 2020                           | Canal Sur             | Cantante              |
| 2020      | Tu cara me suena 8                   | Antena 3              | Invitada              |
| 2020      | Música para mis oídos (Prog 5)       | Canal Sur             | Cantante/Entrevistada |
| 2020      | A voltas coa música (Prog 3)         | Televisión de Galicia | Invitada              |
| 2021      | El verano de tu vida (Huércal-Overa) | Canal Sur             | Invitada              |
| 2022      | Gente Maravillosa                    | Canal Sur             | Invitada              |
| 2022      | Atrápame si puedes Celebrity         | Telemadrid, Canal Sur | Concursante invitada  |
| 2023      | Concierto de Reyes de TCMS           | Antena 3              | Concursante invitada  |
| 2023      | EnREDa2                              | Canal Sur             | Invitada              |

### Series de televisión
| Año  | Serie                                   | Canal    | Personaje  | Notas       |
| ---- | --------------------------------------- | -------- | ---------- | ----------- |
| 2016 | El insólito viaje de una gota de lluvia | YouTube  | Ella misma | 1 episodio  |
| 2018 | Yo quisiera                             | Divinity | Ella misma | 2 episodios |

## Cine
- Peor Imposible (2011). Cortometraje
- Heroína (2012). Cortometraje

## Libros
- 2015 - El insólito viaje de una gota de lluvia
- 2016 - Dando la lata... ¡de atún!

## Premios
- Premio Cadena Dial «Mejores artistas», 2007.[10]
- Artista del mes en Onda Expansiva Radio, en octubre de 2009.
- Premio Málaga Joven, 2009, en la modalidad de arte.